# Знаменский монастырь (Гороховец)
Зна́менский Красногривский монасты́рь — женский монастырь Русской православной церкви, расположен в городе Гороховце Владимирской области, на левом берегу реки Клязьмы. Объект культурного наследия народов России — охраняется государством.

## История
Основан в 1598 году как мужская обитель на так называемой Красной гриве — небольшой возвышенности, которая защищает монастырь от весенних разливов реки Клязьмы (поэтому монастырь называется Красногривский). Никогда не входил в городскую черту Гороховца. При его упоминании в документах 1725 года о его местонахождении сказано: деревня Знаменка близ Гороховца.
Все постройки вначале были деревянными и срублены на средства Петра Лопухина на Гороховской тяглых людей земле.
В 1670 году построена каменная церковь Знамения Богородицы.
В 1723 году указом Петра I монастырь ввиду малобратственности был приписан к Флорищевой пустыни и с тех пор выполнял роль её подворья.
После 1733 года к церкви Знамения Богородицы была пристроена колокольня и тёплая церковь апостола и евангелиста Иоанна Богослова.
В XVIII веке была возведена каменная ограда, окружавшая монастырь со всех сторон. По углам ограды располагались башни.
В мае 1923 года подворье было ликвидировано, имущество конфисковано, здания переданы в ведомство Губмузея, который сдавал их в аренду частным лицам и организациям.
Наибольшие разрушения в Знаменском монастыре были произведены в 1960-е годы. Была снесена ограда.
24 июня 1994 года монастырские здания возвращены церкви.
24 июня 1994 года епископ Владимирский и Суздальский Евлогий (Смирнов) передал Знаменский монастырь Троице-Никольскому мужскому монастырю в качестве скита.
13 июня 1995 года в скиту были начаты ремонтно-восстановительные работы, 6 октября 1995 года состоялось освящение престола малого храма в честь апостола и евангелиста Иоанна Богослова.
28 мая 1999 года указом архиепископа Владимирского и Суздальского Евлогия Знаменский скит Троице-Никольского мужского монастыря был преобразован в Знаменский женский епархиальный монастырь и вновь обрёл самостоятельность.
7 марта 2000 года по определению Священного синода Русской православной церкви настоятельницей Знаменского женского монастыря была утверждена монахиня Раиса (Шибеко), в 2006 году за усердное служение Церкви матушка Раиса была возведена в сан игумении.
В настоящее время регулярно совершаются богослужения, служащим священником является иерей Феодор (Закиров). В обители силами насельниц ведётся монастырское хозяйство, построен скотный двор, телятник, ведутся сельскохозяйственные работы, по мере возможности оказывается благотворительная помощь нуждающимся.

## Престольные праздники обители
- 21 мая — апостола и евангелиста Иоанна Богослова
- 9 октября — преставление апостола и евангелиста Иоанна Богослова
- 10 декабря — празднование в честь иконы Божией Матери «Знамение»